# Rhampholeon moyeri
Rhampholeon moyeri är en ödleart som beskrevs av  Michele Menegon SALVIDIO och TILBURY 2002. Rhampholeon moyeri ingår i släktet Rhampholeon och familjen kameleonter. Inga underarter finns listade i Catalogue of Life.